# 蔣經國日記
《蔣經國日記》是蔣經國的私人日記，記錄了1937年到1979年年底之间的大量私人相关文字。
2004年底，蔣方智怡將日記送到美國史丹福大學胡佛研究所暫存50年。2019年11月2日，史丹福大學胡佛研究所與國史館、蔣友梅及蔣孝嚴的家屬共同宣布，預計2020年2月3日公開日記複本，推進近代史學術研究。
2020年6月19日，臺北地方法院宣判，該日記於蔣經國任職總統期間之部份為國有文物，應由國史館管理，其餘部份則為蔣家後人共有。2023年7月11日，經一系列的判決和中華民國國史館與蔣家的和解，美國加州聖荷西聯邦地區法院判決兩蔣日記等文件所有權將歸於台灣國史館。2023年9月14日，全部日記已自美國空運抵台，交予國史館管理、應用。

## 背景
蔣經國日記由蔣經國從1937年自蘇俄返回中國直到1980年，以毛筆書寫；後期日記由於糖尿病視力模糊，字寫得很大，但字跡端正。

## 日記流轉

### 暫存胡佛研究所
2004年底，蔣方智怡將蔣中正與蔣經國私人日記原稿（合稱「兩蔣日記」）移至美國史丹佛大學胡佛研究所暫存50年。胡佛研究所檔案室主任ElenaDanielson表示，他們現在所收藏手稿檔當中屬於中國近代史人物已經有一百多位，而兩蔣日記只是暫借保管，李登輝時代曾任總統府第一局副局長郭岱君，五年前受聘於胡佛。據郭說，胡佛和蔣家協議：兩蔣日記只是「存放」（deposit）於胡佛，但並不「擁有」（own or possess）這些日記，將來不排除日記遷往中國領土（Chinese territory）之可能。胡佛研究所設立的「近代中國檔案及特藏史料」，內容包括中國國民黨檔案、蔣中正、蔣經國日記、中華婦女聯合會檔案等。

### 移交國史館
對於兩蔣日記的所有權爭議，經2020年臺灣臺北地方法院及2022年臺灣高等法院的判決，法院認定蔣介石及蔣經國任職總統期間文物與相關政府機關檔案資料及蔣方智怡捐贈微縮膠卷屬國有財產應屬中華民國所有，非總統任期文物由蔣家家屬「公同共有」。2023年7月11日美國加州法院亦判決史丹佛大學應於60日內移交兩蔣日記予台灣國史館，最終在2023年9月14日經空運抵台，交由國史館管理、應用。

## 日記部分內容

### 1941年
9月10日日記寫道：「太陽、空氣、水是我們最好的朋友，但是中國人一般的習慣都不太願意去接近他們，所以身體天天的壞下去。」

### 1945年
10月25日日記寫道：「回憶往日之生活與事業，東西奔走，迄無一成，尤覺慨然。」10月27日日記寫道：「晚睡前，小立陽臺，人初靜，風乍起，東望明月上昇，樹枝搖曳窗前，心中不知所思。國家無實力，不得不動心忍性也。」
10月31日日記寫道：「吾人雖恨日本侵略，但對日本一般平民，應以人道待之」
11月3日日記寫道：「人生在世，必須正直大方，服務人群，不可使人厭惡。」11月6日日記寫道：「處變貴乎鎮定，且定亦必由變而來。余自覺鎮定功夫，已有進步，但心君仍不自泰；室中菊花盛開，室外陽光溫暖，本屬大好時光，而無意欣賞，此即修養不足之徵象也。」11月8日日記寫道：「見其僕人，奴顏婢膝，聯想今日社會正將好人變壞矣。」11月9日日記寫道：「近日嘗思一個年青人所最難做到者，即無論何時何地，不因勝利而昏迷，不因失敗與難關而嚇退也。自問亦遠難完全做到。且近來發現自己，依然不夠穩重，又常矜自己之能，此為事業方面之危機；而對人一有不好印象，即不願與之往來，亦不願加以勸告，此更為知人用人之大病。」11月10日日記寫道：「余語氣似過爽直，或有開罪人之處。近日心中煩憂，胃口不好，每餐不能多食。事忙時尚無煩惱，一有空閒，煩憂畢至。自思心緒煩悶而意志堅強，此兩種力量何能同時存在乎。」

### 1947年
3月17日寫道：「初來台灣，一切都感到新奇。」

### 1948年
8月26日日記寫道：「早起後閱讀信件，差不多都是來要求職業的。出門的時候，有幾個工人跪在地上，他們都是無錫火車站上的工人，向我要求為其解決生活問題，老百姓真是太可憐了，但在這件事上，我又沒有法子幫他們的忙，心中非常難過。上午召開統一檢查會議，這批出席人員當中有許多都是官僚，而且是想弄錢的人，對於他們今後必須嚴格的加以管理與監督。下午，照常在中行辦公，處理事務。以今天的情形來看，目前的工作是相當吃力的，但已經騎在虎上，則不可不幹到底了！」
9月26日日記寫道：「一星期來，因為工作環境的複雜，以及每天所處理的問題之多，腦子是相當的緊張。尤其是目前的情況，差不多半天都不能離開崗位，可知一切都沒有上軌道。」
10月5日日記寫道：「做成一件事，無論大小，都是很困難的。但是只要有勇氣，總是可以成功的。」10月9日日記寫道：「看出環境之艱困，此時此地，必須沉着，否則必將失敗。」10月13日日記寫道：「一方面為了應付每天所發生的緊急事件，要傷很多的腦筋，同時又不得不考慮到很多根本問題，真是相當吃力。但是事至今日，只有拼命到底。」10月14日日記寫道：「內心沉痛萬分，人家死都可以死，那我們後死的人，還有什麼不可以做呢。」10月26日日記寫道：「我們今天辦理繁重工作，必須忍耐。」
11月2日日記寫道：「承認自己未能盡責完成任務，並且在若干地方，在工作過程中，增加了人民的痛苦。所以應向政府自請處分，而同時向市民表示最大的歉意。」11月4日日記寫道：「近日在工作艱苦之中，甚為知己朋友之同情而感動。」

### 1949年
2月3日：「在第二次世界大戰中，八田易山[與一]在赴海南島船上被美機炸死，其妻聞訊之後，即在嘉南大圳送水處自殺，此亦值得記之。」
5月18日：「[自澎湖]回到台北與妻兒聚首，此時此地見面，更有一番感慨，我們將要長期流亡了。」
5月19日：「在台灣各地，處處可見日本人的用心，自問實在太慚愧了。」
10月6日日記寫道：「今日為中秋佳節，如果是太平盛事，人們必在家園共享天倫之樂。今則世亂時危，已無這等清福。」
12月31日日記寫道：「流光逝水，馬齒徒增，僕僕風塵，自問所作何事？往事不忍回憶，來者更必艱難，撫今察來，能不奮勵前進乎！時間不允許我們再猶豫了，事急寇深，坐而言，不如起而行！」

### 1951年
11月30日：「最近所破獲的匪諜多是年輕的台灣人，為這批青年而非常可惜，他們可能是為了救國的一般熱情，而結果走入歧途，我們未能教育他們，不能不說應負責任。」

### 1954年
4月3日：「我的個性是『直想直做』，從來亦不知道轉彎，如此性情，實不宜從事情報工作，今天為了國家，為了父親，而擔負情報責任，亦只好盡心盡力去做。」
10月30日日记写道：“继春为人忠厚……他在生时曾与章姓女相识，未婚而生孪子，当在桂林生产时，余曾代为在医院作保人，后来竟有人误传此孪子为余所出。后来章姓女病故，现此二孩已十有余岁，为念亡友之情，余仍维持他们之生活”。

### 1960年
6月11日(對雷震案的評論)：「海外少數政客與台灣之流氓地痞，相互利用，目前在企圖組反對黨，辦刊物，叫『民主』口號，掛『自由』招牌，從事於反政府的活動。」

### 1968年
9月26日日記寫道：「我可用人，而不為人用，此為外交運用之要點。志清意堅，至為重要。」

### 1970年
3月9日日記寫道：「勇兒以因公務受傷之理由，辦理退學與轉學之手續，明知此為欺人自欺之作，但是事實如此，如何使我不自感慚愧耶。」:204
7月25日日記寫道：「要安定社會，先要安定經濟。」

### 1975年
1月1日日記寫道：「悔恨無益，來者可追。」1月11日日記寫道：「富裕生腐化，久安失鬥志」1月14日日記寫道：「坐於  父親病床前，冬夜聽雨聲，不覺心痛難堪。」
2月17日日記寫道：「接章女來信說：『最近這裡天天下雨，雖然切望著陽光的出現，但大地又多麼需要著這些雨水的洗滌與滋養。在人的生活中，不亦正是如此嗎？生命的滋長並不靠美滿的現實。』誠哉斯言。」
3月15日日記寫道：「余備嘗人間之諷刺、侮辱與打擊。唉！往者已矣，來者多難，是可預料者也。余將堅忍以承擔之。」3月25日日記寫道：「總之，政治應以國利民福為依歸。」3月26日日記寫道：「日來余心不定，夜間多夢，不能專心處理要公，煩慮已甚。」
3月25日日記寫道：「看見文兒似瘋非瘋之病態，至感厭煩，不過我一點亦不可憐他，因為這是他自作孽也。現在要以很多錢去養一個廢人，消耗公費公物，自感慚愧，對老百姓無法交代。」:209
4月29日日記寫道：「能自不迷惑，何人能惑之；自不驚嚇，何人能嚇之。無私無我，方寸不亂，天下可定。成敗生死不計，則天下尚有何事可畏。」
5月6日日記寫道：「在忙碌中可稍忘心中之痛苦，只有奮發圖強，才能報答  父親於萬一。」
6月18日日記寫道：「今所可憂者，並非外來之沖擊，而是內在的問題」6月19日日記寫道：「社會進步繁榮，其副作用乃形成一種苟安而腐敗的生活，這是我們最可怕的現象，因此，務必從加强心理建設和改革生活做起，吾人能不謹慎、小心、勤奮、努力乎。」
7月12日日記寫道：「『自淨其意』，自己慧眼不夠，希望能自淨心意之謂也。天地間有許多事要自己去體會，以求能進入正定而恍然大悟。」7月27日日記寫道：「一般人民要有申訴困難的機會，青年人要有就業的機會，解決困難，增加就業，乃是當務之急。」
10月5日日記寫道：「首重良知，大眾利益豈能求得人人滿意，把握原則而不變，對準目標而不移，如此做去，那就夠了。人民是可愛的，壞的是極少數，如果執行政策，處處敷衍，必是一無成就、一無是處。」10月26日日記寫道：「時代和人類的共同之事，吾人能夠朝正確的正確的方向去做，作最大的努力，其他的事，則可稍緩，事事唯求心之所安而已。」
11月1日日記寫道：「今日為多事之秋，對於人物與事物之判斷，必須力求冷靜沉着，不要憂愁，不要懼怕，不要煩惱，不要疑惑，每人應有獨立自主之人格。」11月12日日記寫道：「勇敢而穩重地站起來，明辨是非之理，看輕生死之道，則天下無難事矣。」11月30日日記寫道：「天下決無萬全之事，總在盡其心、盡其力，今曰處理經濟問題亦復如此。要幫助工商業，就必須大量發行通貨，通貨萬一膨脹，則物價必定上昇，影響大眾生活，引起社會不安，所以決定暫不採大量發行通貨以刺激生產之政策，而以穩定物價為主。凡事如能雙方兼顧最好，否則必須權衡輕重利害。以政治而言，必須以照顧大眾之利益為主也。」
12月6日日記寫道：「應多設法聽取別人對自己的批評和諍言，而不要聽別人的鼓掌、歡呼和誇讚，要知誇讚聽得多了，可以使人『不省人事』，失去知覺，而終致僨事。」12月22日日記寫道：「為農曆冬至，早起向  父靈行禮致敬。」12月25日日記寫道：「決心奉獻自己所有的一切，來做好自己應做的工作，今後除了自己的工作外，更要為社會培養人才，厚植國力，這是最難亦是最重要的事。」

### 1976年
9月8日日記寫道：「美自由派人士即是共產集團用來傷害美國及其友人的一股力量，亦是借刀殺人之一法，惡毒如共產份子者，天下無出其二哉。」

### 1977年
11月19日（中壢事件當日）：「難道只有選舉才算是民主政治？在安定而清明的社會中，或許選舉可以反映一般民意；但在今天重利為先的社會中，選舉反而成了勞民傷財之舉，但是又不能不辦。」:72
11月25日：「十九日公職人員選舉之挫敗(亦可以說失望)，乃是字從政以來所遭受的最大打擊。自知此次失敗包含了極嚴重的不利於黨國的危機，至於決策與準備方面，我過估自己的本身力量，而輕視反動力量之發展，對於提名之候選人未加深入之考核，輕信『幹部』言，木已成舟，後悔莫及。余對選舉之失敗應負全責，惶愧交感。一月來坐立不安、夜不成眠，但是我絕不示弱而退卻，否則正中敵人之計矣。余所痛苦者並不在敗余敵人，而是黨內同志(失意)竟以幸災樂禍之冷笑以論此一痛苦之失敗。」「吾人應從此一傷痛的失敗中詳加檢討：(一)黨的作風落伍；(二)黨的基層組織已經腐爛；(三)黨的幹部腐化而且自以為大；(四)民眾把黨看作是壓迫他們的機構，根本談不上服務。」:72-73

### 1978年
10月6日日記寫道：「情報調查機構，尤其是司調局，濫用職權，陷害無辜，假公濟私，且仍有刑審之事存在，聽了之後，坐立不安，夜不成眠，我心愧疚之深，實非言語和文字所可以形容的。這些幹部中的敗類，危害國家之大，再不允許其存在，應從多方面設法來加以剷除，否則後患無窮矣。」

### 1979年
3月18日：「誠心善意派勇兒赴紐約拜壽反被怒罵而返，斷非我始料所及。如此無情無義、無理取鬧、借題發揮在與政治毫無關係的小孫身上，如何不令余痛心？數天來為此而日夜寢食不安。在公務方面的負荷已經夠重了，而又加上如此家難，實在夠受了。如無平日之修養，恐難再忍受了。孔家之陰魂一天不消滅，我蔣家就沒有一天安寧了。」:224-225
11月3日：「朴正熙於廿六日被刺而死，死得奇怪，是一個大謎。美國正式聲明此事與其無關，無異說此地無銀三百兩，美國政府之愚蠢到此程度實在可笑。政治外交是多麼殘酷無情，可不慎乎？伊朗國王被迫離國，尼加拉瓜蘇慕薩之下場亦如此，繼之為薩爾瓦多總統下台逃亡，到朴正熙被自己人所刺，一連串的事件都是相連的」。:78-79